# Valea Largă (okręg Alba)
Valea Largă – wieś w Rumunii, w okręgu Alba, w gminie Sălciua. W 2011 roku liczyła 101 mieszkańców.